# انتخابگرنشین هانوفر
انتخابگرنشین هانوفر (به آلمانی: Kurfürstentum Hannover یا به زبان ساده Kurhannover) یکی از امرای انتخابگر امپراتوری مقدس روم بود که در شمال غربی آلمان واقع شده و نام خود را از پایتخت آن شهر هانوفر گرفته بود. این حاکمیت به‌طور رسمی با عنوان انتخابگرنشین براونشوایک-لونِبورگ (به آلمانی: Kurfürstentum Braunschweig-Lüneburg) شناخته می‌شد.
این انتخابگرنشین در بیشتر دوران حیات خود در اتحاد شخصی با پادشاهی متحد بریتانیای کبیر و ایرلند اداره می‌شد.
دوک‌نشین براونشوایک-لونبورگ در سال ۱۲۶۹ میلادی بین شاخه‌های مختلف دودمان ولف تقسیم شده بود. شاهزاده‌نشین کالنبرگ که توسط شاخه‌ای از این دودمان اداره می‌شد، به عنوان بزرگ‌ترین و قدرتمندترین ایالت براونشوایک-لونبورگ بدل گشت. سال ۱۶۹۲ امپراتور مقدس روم، شاهزاده کالنبرگ را به مجمع امرای انتخابگر ارتقا داد و انتخابگرنشین جدید براونشوایک-لونبورگ را ایجاد کرد. عاقبت امرای انتخابگر با لایحه حل‌وفصل ۱۷۰۱ و قانون اتحادیه ۱۷۰۷ به بریتانیای کبیر گره خورد که جانشینی تاج‌وتخت بریتانیا را با بر تخت نشاندن به نزدیکترین خویشاوند پروتستان ملکه آن، سوفیا پالاتینیتی و فرزندانش، حل کرد.
شاهزاده انتخابگر هانوفر در سال ۱۷۱۴ پادشاه بریتانیای کبیر شد. در نتیجه، دولت بریتانیا با اکراه بارها وادار شد از اراضی آلمانی پادشاه دفاع کند. هانوفر یک قلمرو مستقل با نهادهای دولتی خود باقی ماند و هر زمان که سربازان هانوفر در طرف بریتانیایی می‌جنگیدند، این کشور می‌بایست با بریتانیای کبیر معاهده امضا می‌کرد. سال ۱۸۰۷ در پادشاهی وستفالیا ادغام و سال ۱۸۱۴ به عنوان پادشاهی هانوفر مجدداً تأسیس شد و اتحادیه شخصی با بریتانیا تا سال ۱۸۳۷ ادامه داشت.

## نام
پایتخت کالنبرگ، هانوفر، به صورت محاوره‌ای برای رای‌دهندگان همنام شد، اما رسماً از نام Chur-Braunschweig-Lüneburg برای کل سلسله دوک استفاده می‌کرد.

## جغرافیا
امرای انتخابگر بخش بزرگی از ایالت امروزی آلمان یعنی نیدرزاکسن در شمال آلمان را تحت تسلط خود داشتند. این قلمرو علاوه بر شاهزاده‌نشین کالنبرگ، شامل سرزمین‌های شاهزاده سابق گوتینگن و گروبنهاگن و همچنین قلمرو شهرستان سابق هویا می‌شد.
در سال ۱۷۰۵، انتخابگر جورج یکم لوئیس پس از مرگ عمویش جورج ویلیام دوک برانسویک-لونبورگ، سلطنت لونبورگ را به همراه دوک‌نشین ساکس-لاونبورگ به ارث برد. در سال ۱۷۱۵، او دوک‌نشین‌های برمن-وردن را از پادشاه دانمارک فردریک چهارم خریداری کرد (تأیید شده توسط معاهده صلح ۱۷۱۹ استکهلم)، به موجب آن هانوفر که تا قبل از آن محصور در خشکی بود، به دریای شمال دسترسی پیدا کرد.
در سال ۱۷۰۰، مناطقی که گروه امرای انتخابگر را تشکیل می‌دادند، مانند سایر مناطق پروتستانی که در اختیار امپراتوری بودند، تقویم بهبود یافته را معرفی کردند، همان‌طور که تقویم میلادی توسط پروتستان‌ها برای اجتناب از ذکر نام پاپ گریگوری سیزدهم نامیده می‌شد. یکشنبه، ۱۸ فوریه (به سبک قدیمی) پس از آن، دوشنبه، ۱ مارس (سبک جدید) قرار گرفت.

## تاریخ
در سال ۱۶۹۲، لئوپولد یکم، امپراتور مقدس روم، پسر جورج، دوک ارنست آگوستوس را به عنوان پاداشی برای کمک‌های ارائه شده در جنگ نه‌ساله، به درجه شاهزاده انتخابگر امپراتوری ارتقا داد. اعتراضاتی علیه اضافه شدن یک انتخابگر جدید وجود داشت و این ارتقا تا سال ۱۷۰۸ (با تصویب انجمن امپراتوری) در دوران پسر ارنست آگوستوس، یعنی جرج یکم لوئیس، رسمی نشد. اگرچه القاب انتخابگر به درستی دوک براونشوایک-لونبورگ و انتخابگر امپراتوری مقدس روم بود، به دلیل محل حکمرانی‌اش (هانوفر) معمولاً به عنوان انتخاب کننده هانوفر شناخته می‌شود.
هانوفر در سال ۱۷۱۹ برمن-وردن را تصاحب کرد.
امرای انتخابگر قانوناً ملزم به تقسیم ناپذیر بودن بودند: آنان می‌توانستند به قلمروی خود بیفزایند، اما نمی‌توانستند قلمرو را به دولت‌های بیگانه واگذار یا بین چندین وارث تقسیم کنند. ارث و جانشینی آن بر اساس بزرگ‌ترین فرزند پسر بود. قلمرو تخصیص یافته به امرای هانوفر شامل املاک براونشوایک-لونبورگ کالنبرگ، گروبنهاگن و لونبورگ (اگرچه در آن زمان لونبورگ توسط برادر بزرگتر ارنست آگوستوس اداره می‌شد) و شهرستان‌های دیفولتس و هویا بود.

### پیوند با بریتانیای کبیر

پرچم رسمی هانوفر (۱۷۲۷–۱۸۰۱).

در سال ۱۷۱۴، جورج لوئی با عنوان جرج یکم پادشاه بریتانیای کبیر و ایرلند شد، به طوری که انتخابگرنشین و بریتانیای کبیر و ایرلند در اتحاد شخصی اداره شدند. املاک و دارایی‌های هانوفر در آلمان نیز افزایش یافت، زیرا آنها دوک‌نشینهای سابق برمن و وردن را که در سال ۱۷۱۹ در اختیار سوئد بود، خریداری کردند.
جورج لوئیس در سال ۱۷۲۷ درگذشت و پسرش جورج دوم آگوستوس جانشین او شد. در سال ۱۷۲۸، امپراتور کارل ششم، جرج دوم را رسماً محکوم کرد (یعنی زمینی را در ازای تعهد به او بخشید) با تیول بازگردانده شده ساکس-لاونبورگ که عملاً در اتحاد شخصی با هانوفر و با یکی از شاهزادگان قبلی لونبورگ از سال ۱۶۸۹ اداره می‌شد.
در سال ۱۷۳۱، هانوفر هادلن را نیز به دست آورد.  در عوض، هانوفر تحریم عملی ۱۷۱۳ را به رسمیت شناخت که قانون وراثت هابسبورگ را تغییر داد.  جورج دوم آگوستوس تا سال ۱۷۳۳ طول کشید تا کارل ششم را متقاعد کند که او را نیز با دوک‌نشین برمن و شاهزاده وردن، که در اصطلاح عامیانه دوکیزهای برمن-وردن نامیده می‌شوند، به رسمیت بشناسد. در هر دو قلمرو، جرج دوم آگوستوس سوگند یاد کرد که به امتیازات و قوانین اساسی املاک در برمن-وردن و هادلن احترام خواهد گذاشت، بنابراین سنت‌های ۴۰۰ ساله مشارکت املاک در دولت را تأیید کرد.
در هانوفر، پایتخت انتخابگرنشین، شورای خصوصی هانوفر (دولت انتخاباتی) یک وزارتخانه جدید را به عنوان مسئول املاک امپراتوری که توسط انتخاب کنندگان در اتحادیه شخصی اداره می‌شد، منصوب کرد. این دپارتمان برمن-وردن، هادلن، لائونبورگ و بنتیم نام داشت. با این حال، امرای انتخابگر بیشتر وقت خود را در انگلستان سپری کردند. تماس مستقیم با این امرا از طریق دفتر صدراعظم آلمان، واقع در کاخ سنت جیمز در لندن برقرار بود.

### جنگ هفت ساله
در طول جنگ انگلیس-فرانسویان و سرخپوستان (۱۷۵۴–۱۷۶۳) در مستعمرات سیزده‌گانه آمریکای شمالی، بریتانیا از حمله فرانسه به هانوفر می‌ترسید. جرج دوم با پسرعموی خود فردریک دوم (بزرگ) پادشاه براندنبورگ-پروس که درگیری آمریکای شمالی را با سومین جنگ سیلیزی یا جنگ هفت ساله (۱۷۵۶–۱۷۶۳) ترکیب کرد، اتحاد تشکیل داد.
در تابستان ۱۷۵۷، فرانسوی‌ها به هانوفر حمله کردند و شاهزاده ویلیام، دوک کامبرلند، پسر جورج دوم را که ارتش انگلیس-هانوفر را رهبری می‌کرد، در نبرد هاستنبک داده و او و ارتشش را به مکان دورافتاده برمن-وردن، جایی که در سابق Convent تسون اما جرج دوم این کنوانسیون را به رسمیت نشناخت. در سال بعد، ارتش بریتانیا با پشتیبانی نیروهایی از براندنبورگ-پروس، هسن-کاسل و شاهزاده دوک برانزویک و لوننبورگ (ولفنبوتل) مجدداً اشغالگران را بیرون کرد.

### جنگ‌های انقلاب فرانسه
هانوفر تا پایان جنگ تحت تأثیر قرار نگرفت. پس از پایان جنگ، صلح حاکم شد تا اینکه جنگ‌های انقلابی فرانسه آغاز شد. جنگ ائتلاف اول علیه فرانسه (۱۷۹۲–۱۷۹۷) با بریتانیای کبیر- هانوفر و سایر متحدان جنگی که ائتلاف را تشکیل می‌دادند، بر قلمرو هانوفر تأثیری نداشت، زیرا اولین جمهوری فرانسه در چندین جبهه، حتی در قلمرو خود، می‌جنگید. با این حال، مردانی برای استخدام شانزده‌هزار سرباز هانوفری که در کشورهای سفلی تحت فرمان بریتانیا علیه فرانسه می‌جنگیدند، فراخوانده شدند. در سال ۱۷۹۵، امپراتوری مقدس روم، از جمله هانوفر، بی‌طرفی خود را اعلام کرد. با این حال، پیمان صلح با فرانسه در دست مذاکره بود تا اینکه در سال ۱۷۹۹ شکست خورد. با این حال، براندنبورگ-پروس به سهم خود جنگ با فرانسه را با معاهده بازل (۱۷۹۵) پایان داد و تصریح کرد که براندنبورگ-پروس بیطرفی امپراتوری مقدس روم را در تمام سرزمین‌های واسطه در شمال خط مرزی رودخانه مین تضمین می‌کند. از جمله سلطه‌های قاره‌ای بریتانیا در هانوفر، برمن-وردن، و ساکس-لاونبورگ. برای این منظور هانوفر همچنین مجبور شد برای ارتش به اصطلاح مرزبندی که بی‌طرفی مسلحانه را حفظ می‌کند، نیروهایی را فراهم کند.

### دوران ناپلئون
در طول جنگ ائتلاف دوم علیه فرانسه (۱۷۹۹–۱۸۰۲) ناپلئون بناپارت از پروس خواست تا قلمروهای قاره‌ای بریتانیا را اشغال کند. در سال ۱۸۰۱، ۲۴هزار سرباز پروس حمله کرده و هانوفر را غافلگیر کردند که بدون درگیری تسلیم شد. در آوریل ۱۸۰۱، نیروهای پروس به پایتخت برمن-وردن، اشتدته رسیدند و تا اکتبر همان سال در آنجا ماندند. انگلیسی‌ها ابتدا خصومت پروس را نادیده گرفتند، اما زمانی که پروس به ائتلاف طرفدار فرانسه از قدرتهای بیطرف مسلح از جمله دانمارک-نروژ و روسیه پیوست، بریتانیا شروع به تصرف کشتی‌های پروس کرد. پس از نبرد کپنهاگ (۱۸۰۱) ائتلاف از هم پاشید و پروس نیروهای خود را خارج کرد.
به عنوان بخشی از میانجیگری آلمان در ۲۵ فوریه ۱۸۰۳، رای‌دهندگان، شاهزاده اسقف اسنابروک را در اتحاد واقعی دریافت کردند، که هر دومین فرمانروای آن از سال ۱۶۶۲ به‌طور متناوب اعضای خانه هانوفر بودند.
پس از اینکه بریتانیا - این بار بدون هیچ متحدی - به فرانسه اعلان جنگ کرد (۱۸ مه ۱۸۰۳)، نیروهای فرانسوی در ۲۶ مه به هانوفر حمله کردند. طبق کنوانسیون آرتلنبورگ (۵ ژوئیه ۱۸۰۳) که شکست نظامی هانوفر را تأیید می‌کرد، ارتش هانوفر خلع سلاح شد و اسب‌ها و مهمات آن به فرانسوی‌ها تحویل داده شد. شورای خصوصی هانوفر، با وزیر فردریش فرانتس دیتریش فون برمر که سهام هانوفر را در دست دارد،  به ساکس-لاونبورگ در سراسر البه گریخت، که توسط بریتانیا-هانوفر در اتحادیه شخصی اداره می‌شد. بلافاصله پس از آن فرانسوی‌ها نیز ساکس-لاونبورگ را اشغال کردند.
در پاییز ۱۸۰۵، در آغاز جنگ ائتلاف سوم علیه فرانسه (۱۸۰۵)، نیروهای اشغالگر فرانسوی هانوفر را در یک لشکرکشی به اتریش ترک کردند. نیروهای ائتلاف بریتانیا، سوئد و روسیه هانوفر را تصرف کردند. در دسامبر، امپراتوری فرانسه، از سال ۱۸۰۴، دولت جدید فرانسه، هانوفر را که دیگر در اختیار نداشت، به براندنبورگ-پروس واگذار کرد، که در اوایل سال ۱۸۰۶ آن را تصرف کرد.
در ۶ اوت ۱۸۰۶، امپراتوری مقدس روم منحل شد و در نتیجه عملکرد شاهزاده-انتخاب کنندگان که امپراتوران آن را انتخاب می‌کردند، لغو شد؛ بنابراین، عنوان انتخاب کننده براندنبورگ برای پادشاهی پروس بی‌معنی شد. پس از اینکه علیه فرانسه مخالفت کرد، در نبرد ینا–اورشتدت (۱۱ نوامبر ۱۸۰۶) شکست خورد و فرانسه هانوفر را بازپس گرفت.
پس از پیمان تیلسیت در سال ۱۸۰۷، پادشاهی وستفالیا تأسیس شد که توسط برادر ناپلئون ژروم بناپارت اداره می‌شد که در آن زمان شامل قلمروهای انتخابی سابق هسن-کاسل، شاهزاده دوک براونشوایک-لونبورگ و قلمروهای سابق براونشوایک-ولفن‌بودل بود. . در اوایل سال ۱۸۱۰، هانوفر و برمن-وردن، اما نه ساکس-لاونبورگ، به وستفالیا ضمیمه شدند. در تلاش برای اثبات سیستم قاره ای، امپراتوری فرانسه در اواخر سال ۱۸۱۰ تمام سواحل قاره دریای شمال (تا دانمارک) و نواحی در امتداد بخش‌هایی از رودخانه‌های قابل کشتیرانی برای کشتی‌های دریایی، از جمله برمن-وردن و ساکس-لاونبورگ را ضمیمه کرد. و برخی از مناطق مجاور هانوفر درست است.
با این حال، دولت جرج سوم الحاق فرانسه را به رسمیت نشناخت، زیرا در تمام مدت به‌طور مداوم با فرانسه در جنگ بود و وزرای هانوفر به فعالیت خود در خارج از لندن ادامه دادند. شورای خصوصی هانوفر سرویس دیپلماتیک جداگانه خود را داشت که با کشورهایی مانند اتریش و پروس ارتباط برقرار می‌کرد. ارتش هانوفر منحل شد، اما بسیاری از افسران و سربازان به انگلستان رفتند و در آنجا لژیون آلمانی پادشاه را تشکیل دادند. لژیون تنها ارتش آلمان بود که در تمام طول جنگ‌های ناپلئونی علیه فرانسوی‌ها به‌طور مستمر می‌جنگید.
کنترل فرانسه تا اکتبر ۱۸۱۳ ادامه داشت، زمانی که قلمرو توسط نیروهای روسی تسخیر شد و نبرد ملل در لایپزیگ اواخر همان ماه پایان قطعی دولت ناپلئونی وستفالن و همچنین کل کنفدراسیون راین را نشان داد. پس از آن حکومت خاندان هانوفر احیا شد. رای‌دهندگان سابق به پادشاهی هانوفر تبدیل شدند که در کنگره وین در سال ۱۸۱۴ تأیید شد.

## امرای انتخابگر هانوفر
امرای انتخابگر قانوناً ملزم به تقسیم ناپذیر بودن بودند: آنان می‌توانستند به قلمروی خود بیفزایند، اما نمی‌توانستند قلمرو را به دولت‌های بیگانه واگذار یا بین چندین وارث تقسیم کنند. وراثت و جانشینی آن بر اساس بزرگ‌ترین فرزند پسر بود. از آنجایی که این خلاف قانون سالیک بود که در آن زمان برای خانواده دوک اعتبار داشت، این تغییر نیاز به تأیید امپراتوری داشت که امپراتور لئوپولد اول در سال ۱۶۹۲ اعطا کرد.
در سال ۱۶۹۲، با ارتقاء آن به رتبه امرای انتخابگر، قلمرو آن شامل شاهزادگان براونشوایک-لونبورگ کالنبرگ و گروبنهاگن بود که خط اولی بودند. قبلاً در سال ۱۶۵۶ به ارث رسیده بود. اما قبل از تأیید دیگر امرای انتخابگر در انجمن امپراتوری در سال ۱۷۰۸، سلسله کالنبرگ در سال ۱۷۰۵ سلطنت سل را بیشتر به ارث برد. علاوه بر این، شهرستان‌های دیفولز و هویا که قبلاً به دست آورده بودند، بودند.
اگرچه امپراتوری مقدس روم در سال ۱۸۰۶ منحل شد، اما دولت جرج سوم این انحلال را قطعی ندانست و تا سال ۱۸۱۴ به او لقب «دوک براونشوایک-لونبورگ، خزانه‌دار بزرگ و شاهزاده انتخابگر امپراتوری مقدس روم» داده شد.
| انتخاب کننده                                  | انتخاب کننده | تاریخ‌های سلطنت | جانشینی           | یادداشت |
| --------------------------------------------- | ------------ | -------------- | ----------------- | --- |
| جورج اول لوئیس گئورگ لودویگ                   |              | ۱۷۰۸–۱۷۲۷      | پسر ارنست آگوستوس | در سال ۱۷۱۴ پادشاه بریتانیای کبیر و ایرلند شد. Bremen-Verden را در سال ۱۷۱۹ به دست آورد. |
| جورج دوم آگوستوس گئورگ دوم. اوت               |              | ۱۷۲۷–۱۷۶۰      | پسر جورج اول.     | در سال ۱۷۳۱ سرزمین هادلن را به دست آورد. |
| جرج سوم ویلیام فردریک جورج سوم. ویلهلم فردریش |              | ۱۷۶۰–۱۸۰۶      | نوه جورج دوم.     | در سال ۱۸۰۱ پادشاه انگلستان شد (با قانون اتحاد با ایرلند). شاهزاده اسقف اسنابروک را در سال ۱۸۰۳ به دست آورد. در طول جنگ بزرگ فرانسه ۱۸۰۱–۱۸۱۳، قدرت عملاً توسط اشغال‌ها و الحاقات مختلف از بین رفت و احیا شد: از دست رفت (اوایل ۱۸۰۱)، بازسازی شد (آوریل ۱۸۰۱)، از دست رفت (مه ۱۸۰۳)، بازسازی شد (پاییز ۱۸۰۵)، از دست رفت (اوایل ۱۸۰۶). ، و بازسازی شد (اکتبر ۱۸۱۳). اگرچه عنوان انتخابی با انحلال امپراتوری مقدس روم در سال ۱۸۰۶ از بین رفت، جورج این انحلال را به رسمیت نشناخت. {در اوایل سال ۱۸۱۴ به عنوان پادشاه هانوفر اعلام شد و به‌طور گسترده در کنگره وین ۱۸۱۴–۱۸۱۵ به عنوان پادشاه شناخته شد. |

### کتابشناسی
- Wilson, Peter H. (2016). Heart of Europe: A History of the Holy Roman Empire. Harvard University Press. ISBN 978-0-674-05809-5.
- Ford, Guy Stanton (1903). Hanover and Prussia 1795-1803: A Study in Neutrality. Columbia University Press.